# Opzet
Opzet is de meest volledige wilsvorming die achter een menselijke gedraging steekt. Wie een gedraging opzettelijk verricht, wil de gedraging met alle gevolgen die erbij horen, en weet de volledige impact van de gedraging. Opzet is dus willens en wetens. Men kan ook wel spreken van bedoeling, het tegenovergestelde is dan per ongeluk.
Opzet kan zowel voor goede als slechte zaken worden gebruikt. In rechtszaken gaat het vooral over opzet achter de uitvoering van strafbare daden. In juridisch taalgebruik gebruikt men ook de Latijnse term dolus.

## Opzet in het recht
Opzet is in het recht de sterkste vorm van schuld. In het strafrecht is het onderscheid tussen opzet (dolus) en schuld (culpa) steeds meer verfijnd, hoewel er tussen de twee nog steeds een schemergebied ligt. Dit is van belang omdat veel misdrijven opzet vereisen, bijvoorbeeld doodslag. Indien opzet niet kan worden aangetoond zal hooguit vervolgd kunnen worden voor dood door schuld, waarop een veel lagere straf staat.
In het strafrecht kent men meerdere soorten opzet.
Opzet met bedoelingHet meest zuivere opzet komt voor wanneer zowel de gedraging als de gevolgen volledig door de dader gewild waren.
- Een voorbeeld is de klassieke moord: een persoon wil zijn partner vermoorden om verzekeringspenningen te kunnen opstrijken, of wellicht omdat hij deze een naar iemand vindt. In dit geval is het opzet op zowel de daad als de gevolgen gericht.

Opzet met noodzakelijkheidsbewustzijnOpzet kan ook indirect zijn.
- Een voorbeeld is iemand die een huis in brand steekt met mensen erin, om de verzekeringspenningen op te strijken. Deze weet dat de mensen in het huis zijn, en geen enkele kans hebben om te ontsnappen. Toch steekt de dader het huis aan, wetend dat de mensen daarmee vrijwel zeker de dood zullen vinden. Dan is er ook sprake van willen en weten.

Voorwaardelijke opzetVoorwaardelijk opzet is de lichtste vorm van opzet. In dit geval weet de dader dat zijn daad een bepaald gevolg kan hebben, en neemt dit voor lief.
- Voorbeeld: Anton en Bert staan bijvoorbeeld vlak bij elkaar. Cornelis heeft een grote hekel aan Bert en schiet met een pistool. Hij realiseert zich dat hij Anton per ongeluk kan raken, maar dit kan hem niets schelen. Hij raakt inderdaad per ongeluk Anton. Dit is een klassiek geval van voorwaardelijk opzet: de dader wist dat dit kon gebeuren maar nam het op de koop toe. Deze doctrine is overigens niet onomstreden. Hij veronderstelt immers dat men in het hoofd van de dader kan kijken. Wanneer een dader echter opmerkingen maakt als "ik wist dat ik Anton kon raken maar wilde Bert zo graag te grazen nemen dat me dat niets meer kon schelen", dan is een veroordeling via voorwaardelijk opzet mogelijk. Het verschil met de andere vormen van opzet is dat hier sprake is van een kansbewustzijn terwijl het bij de andere vormen om zekerheidsbewustzijn gaat.

Voorwaardelijk opzet is de ondergrens van opzet, waarna de schuld begint. In de praktijk is er echter een grijs overgangsgebied tussen het voorwaardelijk opzet (lichtste vorm van opzet) en de bewuste schuld (zwaarste vorm van schuld). Dit betekent dat niet glashard gezegd kan worden dat direct na de voorwaardelijke opzet de schuld begint.